# LNER Class A4 4468 Mallard
Mallard № 4468 — паровоз класу A4 4-6-2, найшвидший паровий локомотив у світі,
побудований у Донкастері (Англія) в 1938 році.

## Загальні відомості
Паровоз був розроблений видатним британським інженером, конструктором локомотивів сером Найджелом Грейслі.
Mallard був одним із серії швидкісних паровозів LNER Class A4. Обводи його обтічника були перевірені в аеродинамічній трубі на швидкостях понад 160 км/год. Mallard використовувався на залізниці LNER (залізниця Лондона та Північного-Сходу, англ. London and North Eastern Railway, LNER) до 1963 року, та за час експлуатації пройшов майже півтора мільйона миль (2,4 мільйона кілометрів).
У 1980-х роках Mallard був відновлений до робочого стану, та використовувався як локомотив для декількох екскурсійних поїздів. Донині, це єдиний, що зберігся, паровоз типу A4, є експонатом Національної Колекції в Національному Залізничному Музеї Сполученого Королівства в Йорку.
Локомотив разом з тендером має довжину 21 метр і важить 168,3 тонн. Він пофарбований у кольори LNER — блакитний корпус, червоні колеса та шатуни сталевого кольору.

## Рекорд
Рекордна швидкість була досягнута 3 липня 1938 року на невеликому ухилі Стоук-Банк (англ. Stoke Bank) на південь від Гретема (англ. Grantham) на Магістралі Східного Узбережжя (англ. East Coast Main Line).
Найвища швидкість була зафіксована біля поста 901⁄4, між Літтл-Байтем (англ. Little Bytham) і Ессендіном (Essendine), та сягнула 126 миль на годину (202,7 км/год). Для фіксації рекорду Mallard рухався з шістьма пасажирськими й одним динамометричним вагонами.
Паровоз перекрив попередній рекорд швидкості, поставлений німецьким паровозом № 002 класу (DRG Class 05) в 1936 році, що становив 124 милі на годину (200,4 км/год).
На момент досягнення рекорду вік Mallard становив 5 місяців, він був досить обкатаний і не зношений. Локомотивна бригада, обрана для рекордної поїздки, складалася з машиніста Джозефа Даддингтона (англ. Joseph Duddington) і кочегара Томаса Брея (англ. Thomas Bray).
Світовий рекорд, встановлений Mallard, ніколи не був офіційно побитий паровим локомотивом, хоча німецькі локомотиви впритул підбиралися до нього (в 1936 році, за два роки до рекорду Mallard, паровоз класу DRG Class 05 досяг швидкості 124,5 милі на годину (200,4 км/ч) між Гамбургом і Берліном). Існує безліч чуток і легенд про більш високі швидкості, проте рекорд Mallard досі залишається єдиним правильно зафіксованим.

## Джерела

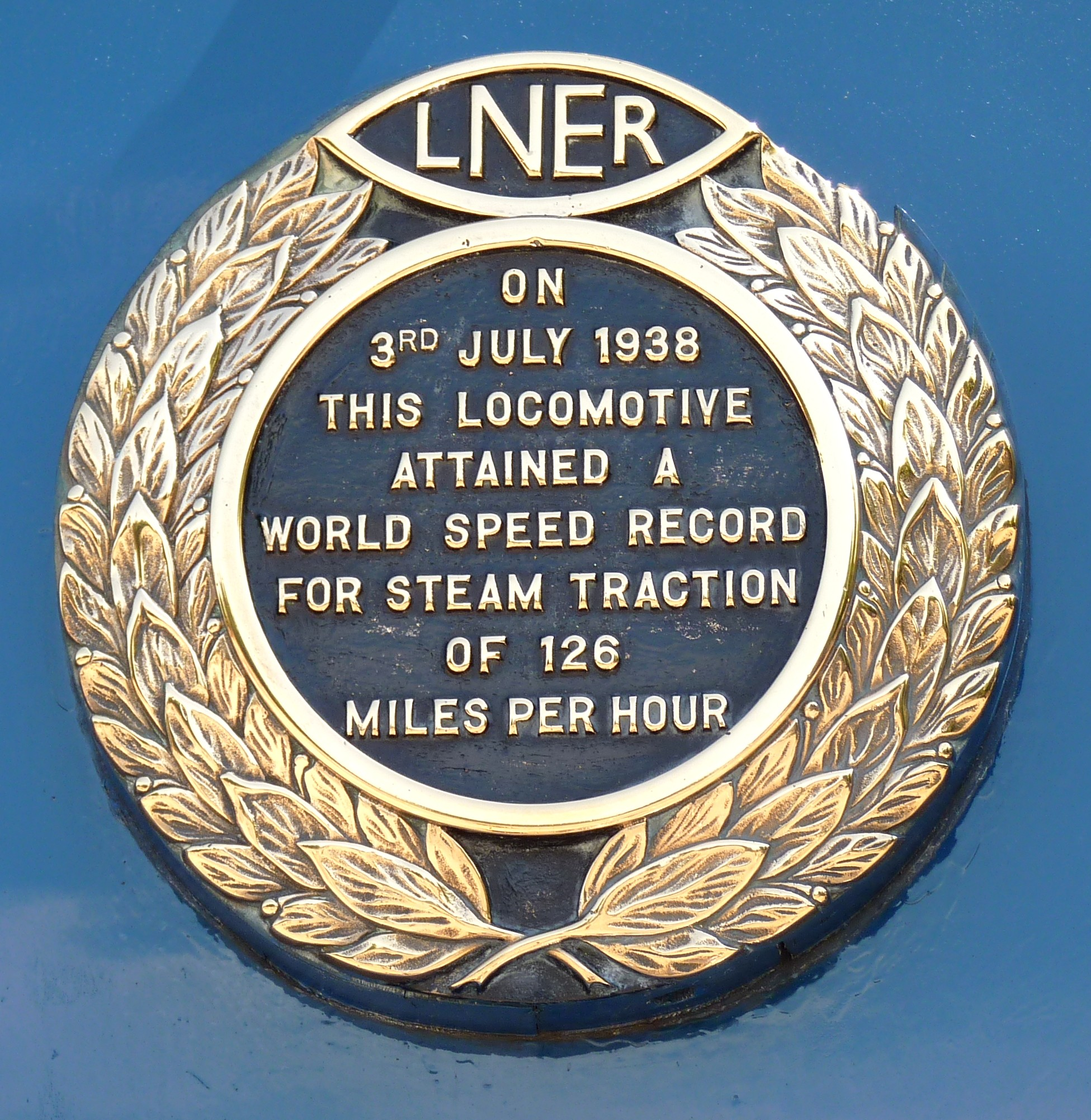
Пам'ятна табличка про рекорд на локомотиві Mallard